# 1935 na televisão

## Nascimentos
| Data            | Nome                  | Profissão                            | Nacionalidade  | Observações | Ref   |
| --------------- | --------------------- | ------------------------------------ | -------------- | ----------- | ----- |
| 5 de janeiro    | Roberto Maya          | ator                                 | Brasil         |             |       |
| 10 de janeiro   | Gibe                  | ator, comediante, produtor e redator | Brasil         | m. 2010     | [ 1 ] |
| 13 de janeiro   | Renato Aragão         | humorista                            | Brasil         |             |       |
| 16 de janeiro   | Older Cazarré         | ator e dublador                      | Brasil         | m. 1992     |       |
| 19 de janeiro   | Maria Alice Vergueiro | atriz                                | Brasil         | m. 2020     | [ 2 ] |
| 28 de janeiro   | Lourdes Norberto      | atriz                                | Portugal       |             |       |
| 21 de fevereiro | Norma Bengell         | atriz                                | Brasil         | m. 2013     | [ 3 ] |
| 15 de março     | Jimmy Swaggart        | pastor, cantor e tele-evangelista    | Estados Unidos |             |       |
| 16 de março     | Juca de Oliveira      | ator                                 | Brasil         |             |       |
| 19 de abril     | Dudley Moore          | ator e comediante                    | Estados Unidos | m. 2002     | [ 4 ] |
| 23 de abril     | Herval Rossano        | ator e diretor                       | Brasil         | m. 2007     | [ 5 ] |
| 5 de maio       | Geraldo Alves         | ator e comediante                    | Brasil         | m. 1993     | [ 6 ] |
| 22 de junho     | Ivo Holanda           | humorista                            | Brasil         |             |       |
| 28 de junho     | Frederick John Inman  | ator                                 | Reino Unido    | m. 2007     | [ 7 ] |
| 10 de julho     | Myriam Pérsia         | atriz                                | Brasil         |             |       |
| 7 de agosto     | Yoná Magalhães        | atriz                                | Brasil         | m. 2015     | [ 8 ] |
| 5 de outubro    | Tarcísio Meira        | ator                                 | Brasil         | m. 2021     | [ 9 ] |

## Mortes
| Data | Nome | Profissão | Nacionalidade | Observações | Ref |
| ---- | ---- | --------- | ------------- | ----------- | --- |